# Городищенське відслонення іризуючих анортозитів
Городищенське відслонення іризуючих анортозитів — геологічна пам'ятка природи місцевого значення. Об'єкт розташований на території Черкаського району Черкаської області, в адмінмежах Городищенської міської громади на правому березі р. Вільшанка в східній частині м. Городище на відстані 1 км. від мосту в закинутому кар'єрі. 
Площа — 2,3 га, статус отриманий у 2008 році.
Під охороною: розкриті анортозити корсунь-новомиргородського комплексу палеопротерозойського віку. Анортозити темно-сірого кольору, крупнозернисті та масивні. Мають велику кількість вкраплень іризуючого плагіоклазу розміром 5-7 см; розсічені жилами сірого та рожево-сірого граніту. Стан об'єкту задовільний.